# Comitato di Torda-Aranyos
Il comitato di Torda-Aranyos (in ungherese Torda-Aranyos vármegye, in romeno Comitatul Turda-Arieș) è stato un antico comitato del Regno d'Ungheria, situato nell'attuale Romania centrale, in Transilvania. Capitale del comitato era Torda, oggi nota col nome romeno di Turda.
Il comitato di Torda-Aranyos confinava con gli altri comitati di Kolozs, Maros-Torda, Kis-Küküllő, Alba inferiore, Hunyad, Arad e Bihar.

## Storia
Il comitato venne formato nel 1876 unendo parte del comitato di Torda col territorio di Aranyosszék (abitato dalla popolazione magiara degli Székely), e rimase ungherese finché il Trattato del Trianon (1920) non lo assegnò alla Romania.
Il suo territorio fa oggi parte dei distretti romeni di Cluj (la parte nord, compreso il capoluogo), Alba (la parte sud e ovest) e Mureș (la parte est).